# Баркьол
Баркьол (на китайски: 巴里坤湖; на пинин: Balǐkūn Hú) е безотточно солено езеро в Северозападен Китай, в Синдзян-уйгурския автономен регион с площ 140 km².
Езерото Баркьол е разположено в междупланинска пустинна котловина в източните части на планината Тяншан на 1585 m н.в. между хребетите Баркьолтаг (на юг) и Джоусан (на север), на около 95 km северозападно от град Хами. Има удължена от север на юг форма с дължина 12 km и ширина до 8 km. Бреговете му са заблатени, като площта на блатата и заблатените земи около него съставляват около 250 km². В него се вливат няколко малки реки. На югоизточния му бряг е разположено малкото градче Хуадзиндзъ.